# The Amplifetes
The Amplifetes es un grupo de música electrónica de Suecia. El grupo está formado por Henrik Jonback, Henrik Korpi, Tommy Spaanheden y Peter Ågren.
La banda ha estado activa desde 2008. En 2010, lanzaron su álbum debut homónimo. Se tomaron cuatro sencillos de este álbum: It's My Life , Whiz Kid , Somebody New y Blinded By The Moonlight . Después de esto, la banda realizó una extensa gira por Europa durante dos años. 
A principios del verano de 2012 se vio la primera señal de actividad posterior al debut, cuando se lanzó su nueva canción Where Is The Light , junto con un videojuego de Internet que la acompaña. El álbum de seguimiento completo Where Is The Light fue lanzado a principios de 2013,  con la portada proporcionada por Storm Thorgersen y los sencillos adicionales You/Me/Evolution y You Want It . 
Los Amplifetes y su música han aparecido en Vogue Italia ,  revista Gaffa ,  Virgin Radio live,  Empreintes-digitales ,  It´s Pop,  Kulturnews ,  Zeromagazine ,  y la subcultura de Fred Perry. 
La música de The Amplifetes se ha utilizado en varias áreas de bandas sonoras. La aparición de It´s My Life en un anuncio de la tarjeta de crédito de Roberto Cavalli protagonizada por Milla Jovovich  y "Somebody New" en una promoción de Garnier Fructis y la serie de televisión 90210 son algunos ejemplos. 
En 2023, la banda volvió con un nuevo sencillo, titulado "Spin It". 

## Discografía

### Álbumes de estudio
| Año  | Detalles del Disco |
| ---- | --- |
| 2010 | The Amplifetes - Lanzamiento: Septiembre de 2010 - Discográficas: - Amp Music - Believe Digital / EMI - Ministry Of Sound - Playground |
| 2013 | Where Is the Light - Lanzamiento: Agosto de 2013 - Discográficas: - Amp Music - Believe Digital / EMI                                  |

### Sencillos
| Año  | Sencillo                 | Álbum              |
| ---- | ------------------------ | ------------------ |
| 2009 | It's my life             | The Amplifetes     |
| 2009 | Whizz Kid                | The Amplifetes     |
| 2010 | Somebody new             | The Amplifetes     |
| 2011 | Blinded by the moonlight | The Amplifetes     |
| 2012 | You/Me/Evolution         | Where is the Light |
| 2013 | You Want It              | Where is the Light |
| 2023 | Spin It                  | Spin It            |
| 2025 | Idiots                   | Idiots             |

### Remixes

#### The Amplifetes remixed
- It's my life - Van Rivers and The Subliminal Kid Remix
- It's my life - General MIDI Remix
- It's my life - Dan F Remix
- Whizz Kid - Blende Remix
- Whizz Kid - The Subliminal Kid Remix
- Somebody new - Claes Rosén Remix
- Somebody new - POLP Remix
- Somebody new - Chopstick Dub Remix
- Somebody new - Adrian Bood Remix
- Blinded by the moonlight - Little Majorette Remix
- Blinded by the moonlight - FUKKK OFFF Remix

#### Remixed by The Amplifetes
- Little Majorette Archivado el 29 de julio de 2011 en Wayback Machine. - London
- Pony Pony Run Run - Walking On A Line
- Jennie Abrahamson - Hard To Come By

### Vídeos promocionales
- It's my life - Directed by Tommy Spaanheden
- Whizz Kid - Directed by Anders Hellman
- Somebody new - Directed by Anders Hellman and Emma Hanquist
- Blinded by the moonlight - Directed by Mattias Johansson
- Blinded by the moonlight(FUKKK OFFF Remix Edit) - Directed by